# هیپنوتیزم‌کننده (فیلم ۱۹۵۷)
«هیپنوتیزم» (انگلیسی: The Hypnotist (1957 film)) یک فیلم به کارگردانی مونتگومری تالی است که در سال ۱۹۵۷ منتشر شد.